# قرية تشستر (نيويورك)
قرية تشستر (بالإنجليزية: Chester (village), New York)‏ هي منطقة سكنية تقع في الولايات المتحدة في نيويورك (ولاية). يقدر عدد سكانها بـ 3,969 نسمة .